# 138-ма зенітна ракетна бригада (СРСР)
138-ма зенітна ракетна бригада (138 ЗРБр, в/ч 35807) — формування протиповітряної оборони Збройних сил СРСР, що існувало до 1992 року. Бригада перейшла під юрисдикцію України і згодом була переформована як 11-й зенітний ракетний полк.

## Історія
У 1980-х роках бригада входила до складу 8-ї танкової армії.
В 1992 році 138-ма зенітна ракетна бригада склала військову присягу на вірність українському народові. Згодом була переформована як 11-й зенітний ракетний полк.